# DECHEMA-Medaille
Die DECHEMA-Medaille für hervorragende Leistungen auf dem Gebiet des Chemischen Apparatewesens und für besonderes Engagement auf dem Gebiet der chemischen Technik wurde 1951 anlässlich des 25-jährigen Bestehens der Gesellschaft für Chemische Technik und Biotechnologie e. V. gestiftet.

## Träger
- 1951 Emil Kirschbaum, Pionierarbeiten auf dem Gebiet der Destillationstechnik; das von ihm geleitete Institut für Thermische Verfahrenstechnik an der TH Karlsruhe gilt als einer Keimzellen der wissenschaftlichen Verfahrenstechnik in Deutschland
- 1951 Bruno Lange, Erfinder der Selen-Fotozelle (1931) und Gründer der Dr. Bruno Lange GmbH (heute Teil der Hach Lange GmbH)
- 1951 Matthias Pier, bekannt durch Arbeiten zur Kohlehydrierung und zur Methanolsynthese
- 1951 Erich Rabald, Werkstoffforscher und Herausgeber der DECHEMA-Werkstofftabellen
- 1952 Rudolf Plank, bekannt durch grundlegende Arbeiten auf dem Gebiet der Verfahrens- und Reaktionstechnik
- 1952 Walter Reppe, bekannt durch wesentliche Beiträge zur Acetylen-Chemie und zur Verfahrenstechnik (BASF)
- 1953 Hans Broche, Bergwerksdirektor
- 1953 Karl Eymann, Ingenieur und Direktor der I.G. Farbenindustrie AG (BASF)
- 1954 Ernst Kuss, bekannt durch bedeutende Beiträge zur Nassmetallurgie
- 1954 Friedrich Uhde, bekannt durch Beiträge zum Maschinen- und Apparatebau; Gründer der Friedrich Uhde AG
- 1955 Friedrich Jähne, 1959, 1962 Bayer-Verdienstmedaille, Ehrensenator der TH München, Verdienstkreuz der Bundesrepublik Deutschland
- 1955 Hans Kühne, Generaldirektor a. D., Ehrensenator; bahnbrechende Arbeiten in der anorganischen Chemie
- 1956 Adolf Johannsen, Chem. Institut d. Universität Hamburg
- 1956 Friedrich August Oetken, Hauptgeschäftsführer der Lurgi Gesellschaften
- 1958 Herbert Bretschneider, bekannt durch seine Grundlagenforschung beim Bau von Druck- und Dampfkesseln
- 1958 Heinrich Canzler, Senator E. h., Inh. der Fa. Carl Canzler, Maschinen und Apparatebau, Düren
- 1961 Kurt Rieß, Werksleiter in Dormagen, Bayer-Vorstandsmitglied
- 1961 Erich Schott, deutscher Unternehmer, Geschäftsführer des von seinem Vater Otto Schott gegründeten Jenaer Glaswerks
- 1964 Paul Baumann, Geschäftsführer und Vorstand der Chemischen Werke Hüls
- 1964 Siegfried Kiesskalt, Gründer des „Forschungsinstitut Verfahrenstechnik“ an der RWTH Aachen
- 1967 Ernst Schmidt, bekannt als technischer Thermodynamiker, er erfand unter anderem die Aluminiumfolie und den Wärmeflussmesser, nach ihm ist die Schmidt-Zahl (Sc) benannt, welche das Verhältnis von konvektivem zu diffusivem Stofftransport angibt
- 1967 Carl Wulff, ehemaliger Geschäftsführer der Henkel & Cie. GmbH und der Persil Gesellschaft mbH
- 1970 Wilhelm Biedenkopf, Vorstandsmitglied der Dynamit Nobel AG in Troisdorf
- 1970 Hellmuth Fischer, bekannt durch seine Arbeiten zu den Grundlagen der Elektrochemie, der Korrosion und des Korrosionsschutzes
- 1973 Wilhelm Jost, bekannt durch seine Beiträge zur Physikalischen Chemie, speziell der Diffusion im Festkörper; Thermodynamik; Destillation; Reaktionskinetik; Verbrennung
- 1973 Walter Ludewig, Ehrensenator; ehemaliges Mitglied des Vorstandes der BASF Ludwigshafen
- 1976 August Guyer, ehem. Ordinarius für chemische Technologie der ETH Zürich
- 1976 Hans Rumpf, bekannt durch seine Beiträge auf dem Gebiet der Mechanischen Verfahrenstechnik
- 1976 Ewald Wicke, ehem. Direktor des Physikalisch-Chemischen Instituts der Westfälischen Wilhelms-Universität in Münster
- 1979 Herbert Kölbel, ehemaliger Rektor der Technischen Universität Berlin
- 1979 Erich Karl Todtenhaupt, gründete 1933 das auf Rühr- und Mischtechnik spezialisierte Unternehmen EKATO
- 1980 Günter Victor Schulz, bekannt durch seine Arbeiten auf dem Gebiet der makromolekularen Chemie und zum grundlegenden Verständnis der Molekulargewichtsverteilung von Polymeren (Schulz-Flory-Verteilung)
- 1982 Heinz Gerischer, bekannt durch seine Arbeiten auf dem Gebiet der Elektrochemie der Metalle und Halbleiter unter Einbeziehung photochemischer Effekte
- 1982 Gerhard Pahl, bekannt durch seine Arbeiten auf dem Gebiet der Konstruktionsmethodik und der Korrosionsforschung
- 1985 Ulrich Grigull, bekannt durch seine Untersuchung der Wärmeübertragung durch flüssige Metalle und international anerkannter Experte für die thermodynamischen Eigenschaften des Wasserdampfs
- 1985 Hans-Jürgen Rehm, bekannt durch die Erforschung des Abbaus von Kohlenwasserstoffen durch Mikroorganismen
- 1988 Gottfried Kremer, ehem. Vorstandsmitglied der Leuna-Werke AG, Mitglied des DECHEMA-Vorstands
- 1988 Franz-Walter Schumann, Betriebswirt
- 1988 Ernst-Ludwig Winnacker, Mitglied der Enquête-Kommission des Bundestages zu Chancen und Risiken der Gentechnologie
- 1991 Hans-Jürgen Engell, langjähriger Direktor des MPI für Eisenforschung
- 1991 Kurt Hedden, Professor am Engler-Bunte Institut Bereich Gas, Erdöl und Kohle der Universität Karlsruhe (TH)
- 1991 Eric H. Houwink, bekannt durch bahnbrechende Arbeiten auf dem Gebiet der Biotechnologie
- 1991 Günter Lipphardt, ehemaliges Mitglied im DECHEMA-Vorstand
- 1994 Hanns Hofmann, bekannt durch seine Beiträge zur chemischen Reaktionstechnik, der Reaktormodellierung und der Katalysatorentwicklung
- 1994 Kurt Leschonski, bekannt durch seine Beiträge zur Umwelttechnik
- 1994 Paul Präve, bekannt durch seine Arbeiten auf dem Gebiet der Biotechnologie
- 1997 Karl Schügerl, bekannt durch seine hervorragenden wissenschaftlichen Leistungen als international bekannter Fachmann für Biotechnologie
- 1997 Heinz Georg Wagner, bekannt durch entscheidende Beiträge auf dem Gebiet der Kinetik von Gas- und Verbrennungsreaktionen, vor allem unter dem Aspekt der Bildung von Ruß
- 1997 Gerhard Wegner, Gründer des Max-Planck-Instituts für Polymerforschung und der Max-Planck-Research School for Polymer Science (IMPRS-PMS)
- 1999 Gerd Sandstede, Pionierarbeiten der Brennstoffzellenforschung und -entwicklung in Deutschland, langjähriger Forschungsdirektor des Battelle-Instituts in Frankfurt am Main, Großes Verdienstkreuz der Bundesrepublik Deutschland
- 2001 Wilhelm Keim, bekannt durch seine Beiträge zur homogenen Katalyse und zum SHOP-Prozess; langjähriger Leiter des Instituts für Technische Chemie und Petrolchemie an der RWTH Aachen
- 2002 Ulrich Draugelates, bekannt durch seine Arbeiten auf dem Gebiet der Werkstoff- und Apparatetechnik
- 2002 Volker Pilz, herausragenden Verdienste um die Entwicklung der Werkstoff- und Apparatetechnik
- 2003 Matthias Bohnet, bekannt durch seine Arbeiten auf dem Gebiet der Mechanischen Verfahrenstechnik
- 2004 Utz-Hellmuth Felcht, ehemaliger Sprecher des Vorstands der Degussa AG, bis 1998 Vorstandsmitglied der Hoechst AG
- 2006 Gerhard Emig, bekannt durch seine Arbeiten auf dem Gebiet der Reaktionstechnik der heterogenen Katalyse von Gasphasenreaktionen und der Modellierung von Reaktoren
- 2006 Wolfram Wagner, bekannt durch seine Arbeiten auf dem Gebiet der Verfahrenstechnik
- 2008 Alfred Pühler für seine Verdienste um die stetige Weiterentwicklung der Biotechnologie-Aktivitäten der DECHEMA
- 2010 Joachim Heitbaum für seine Verdienste um die technische Elektrochemie
- 2014 Reinhard Zellner für seinen Einsatz für nachhaltige Produktion sowie im Bereich Klima- und Atmosphärenschutz
- 2016 Aldo Belloni für sein Engagement in den Gremien der DECHEMA[1]
- 2016 Rüdiger Iden für seine Arbeiten zur chemischen Nanotechnologie[1]
- 2018 Thomas Bley für seine Verdienste um die Bioprozesstechnik-Community[2]
- 2020 Elias Klemm für seine besonderen Verdienste um die Reaktionstechnik[3]
- 2021 Hansjörg Hauser für seine Leistungen auf dem Gebiet der Zellkulturtechnologie,[4] Thomas Scheper für sein außerordentliches Engagement auf den Arbeitsgebieten der DECHEMA,[5] Reinhard Ditz für sein Engagement für die DECHEMA[6]
- 2024 Robert Schlögl für seine Beiträge zu Wasserstofftechnologien,[7] Roland Ulber für sein langjähriges und andauerndes Engagement in den Biotechnologie-Gremien der DECHEMA, Thomas Hirth für sein Engagement als Vorsitzender von ProcessNet[8]
- 2025 Roland Wagner für sein langjähriges und kontinuierliches Engagement für die DECHEMA[9]